# Satupa'itea
Satupa'itea je jedan od jedanaest distrikta u Samoi. Pod upravom drži četiri manja sela na jugoistočnoj obali otoka Savai'i. U distriktu živi 1.799 stanovnika prema popisu stanovništva iz 2006. godine. Tijekom 19. stoljeća, Satupa'itea je bio važno uporište za rane Metodističke misije na Samoi. Engleski Metodistički misionar George Brown (1835. – 1917.) stigao je u Samou 1860. i živio sa suprugom Lydiom u Satupa'iteau. Oni su živjeli u kolibi od bambusa prve dvije godine, a kasnije je izgradio misijsku kuću.